# (91007) Ianfleming
(91007) Ianfleming est un astéroïde de la ceinture principale.

## Description
(91007) Ianfleming est un astéroïde de la ceinture principale. Il fut découvert le 30 janvier 1998 à l'Observatoire Kleť par Jana Tichá et Miloš Tichý. Il présente une orbite caractérisée par un demi-grand axe de 2,35 UA, une excentricité de 0,19 et une inclinaison de 7,3° par rapport à l'écliptique.

## Nom
Cet astéroïde a été nommé en mémoire de Ian Fleming, écrivain britannique et créateur du célèbre personnage James Bond, qui est également connu par son célèbre matricule "007" auquel le numéro d'astéroïde (91-007) rend aussi hommage.

La citation de nommage correspondante est la suivante : 

« Ian Lancaster Fleming (1908-1964) était un écrivain et journaliste britannique. Fleming est surtout connu pour avoir créé le personnage de l’agent des services secrets britanniques James Bond ("007") dont il a relaté les aventures dans douze romans et neuf nouvelles. »

— Minor Planet Circular 61269

## Compléments